# Orthocosa semicincta
Orthocosa semicincta là một loài nhện trong họ Lycosidae.
Loài này thuộc chi Orthocosa. Orthocosa semicincta được Ludwig Carl Christian Koch miêu tả năm 1877.